# Жувальний тютюн

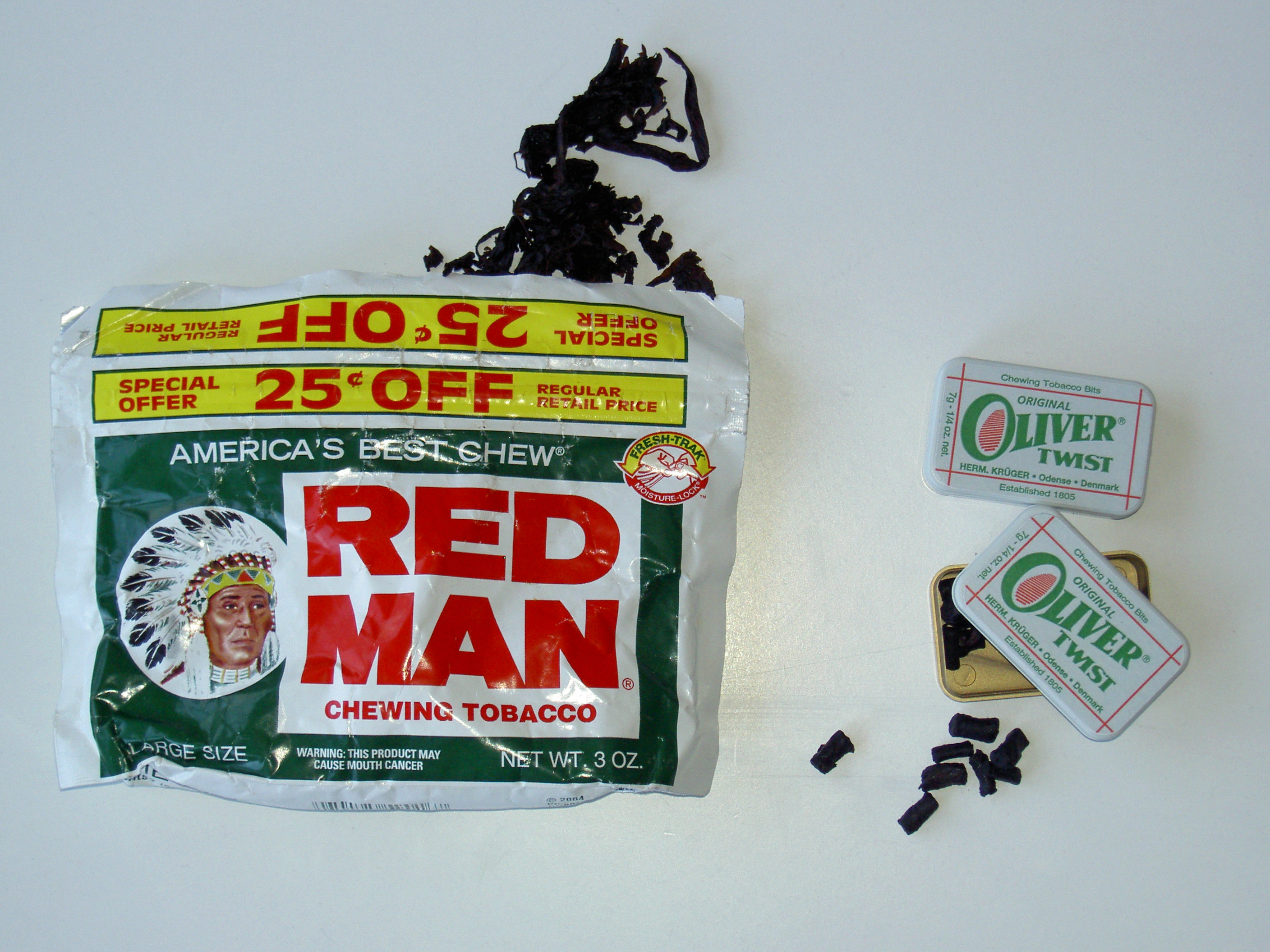
Різновиди жувального тютюну: американський (зліва) і скандинавський (праворуч)

Жува́льний тютю́н — тютюновий продукт, різновид бездимного тютюну.
Існують різні форми жувального тютюну, зокрема й американський. Відмінність цього виду тютюну від вологого снаффа або снюса в тому, що він випускається у вигляді цілого листя, пресованим або скрученим в джгути. Американський вид характеризується відсутністю пастеризації, внаслідок чого має високу кількість канцерогенів. Скандинавський жувальний тютюн схожий зі снюсом тим, що може також випускатися в пакетиках. Однак фракція в скандинавському жувальному тютюні більша, ніж в снюсі, тому для виділення нікотину його слід жувати. Велика частина скандинавських жувальних тютюнів проходять процес термообробки, внаслідок чого істотно знижується рівень канцерогенів.
Жувальний тютюн широко поширений в Азії, Африці, Північній Америці і окремих регіонах Європи. Наприклад, в США лише в XX столітті сигарети стали популярнішими.

## Вплив на здоров'я
Жувальний тютюн може викликати пухлинні захворювання, особливо ротової порожнини і глотки. Однак, ризики істотно відрізняються в залежності від складу бездимного тютюну. Комітет з регулювання тютюну ВООЗ у звіті № 955 вказав, що: «Були знайдені істотні відмінності в концентраціях канцерогенів в продуктах з низьким вмістом, які переважно продаються в розвинених країнах у порівнянні з тими продуктами, які виробляються в „кустарних“ промисловостях Азії і Африки»
Також дослідження говорять про те, що для споживачів жувального тютюну з низьким рівнем нітрозамінів, не виявлено достатньої кількості доказів, що існує негативний вплив.